# 금련산역
금련산역(Geumnyeonsan station, 金蓮山驛)은 부산광역시 수영구 남천동에 있는 부산 도시철도 2호선의 지하철역이다.

## 특징
역 구내에 금련산 갤러리가 있으며, 이 역에서 내려도 광안리 해수욕장으로 접근이 가능하다.

## 역사
- 2001년 8월 8일 : 부산 도시철도 2호선 개통과 함께 영업 개시
- 2002년 1월 16일 : 광안역까지 연장 개통과 함께 중간역이 됨
- 2010년 5월 31일 : 금련산 갤러리 개관

## 역 구조
2면 2선식의 상대식 승강장이 있는 지하역이다. 스크린도어가 설치되어 있다.
- 반대편횡단: 가능

### 승강장
| 광안 ↑ |
| \| 상  |
| ↓ 남천 |

| 상행 | ● 부산 도시철도 2호선 | 광안,수영, 동백,해운대, 장산 방면  |
| 하행 | ● 부산 도시철도 2호선 | 대연·서면·사상·덕천·호포·양산 방면 |

## 역 주변
- 수영구청소년문화의집
- 광안2동 행정복지센터
- 좋은강안병원
- 성분도병원
- 성분도 어버이집
- 광안 더샵
- 금련산청소년수련원
- 광안리해수욕장
- 수영구청
- 남부산우체국
- KBS 부산방송총국

## 승차량 변동
| 역 노선 | 승차 인원 | 승차 인원 | 승차 인원 | 승차 인원 | 승차 인원 | 승차 인원 | 승차 인원 | 승차 인원 | 승차 인원 | 승차 인원 | 승차 인원 | 승차 인원 | 승차 인원 | 승차 인원 | 주 석 |
| 역 노선 | 2002년    | 2003년    | 2004년    | 2005년    | 2006년    | 2007년    | 2008년    | 2009년    | 2010년    | 2011년    | 2012년    | 2013년    | 2014년    | 2015년    | 주 석 |
| ------- | --------- | --------- | --------- | --------- | --------- | --------- | --------- | --------- | --------- | --------- | --------- | --------- | --------- | --------- | ----- |
| 2호선   | 4501      | 4110      | 3803      | 3909      | 4173      | 4214      | 4529      | 4646      | 4824      | 5151      | 5284      | 5477      | 5701      | 5648      | [ 1 ] |

## 사진

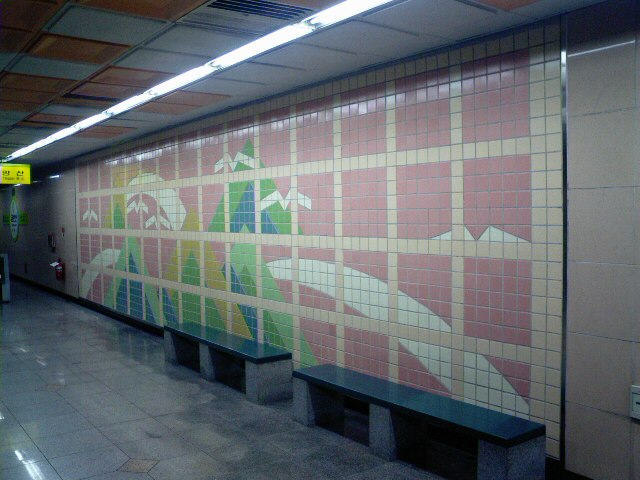
벽화
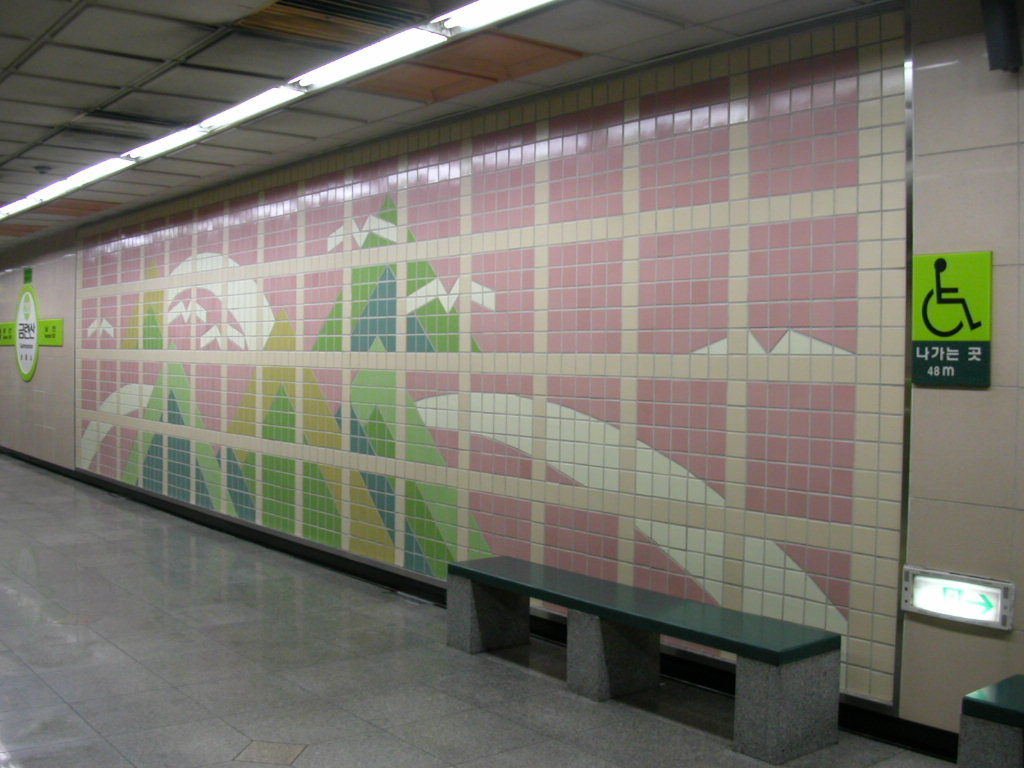
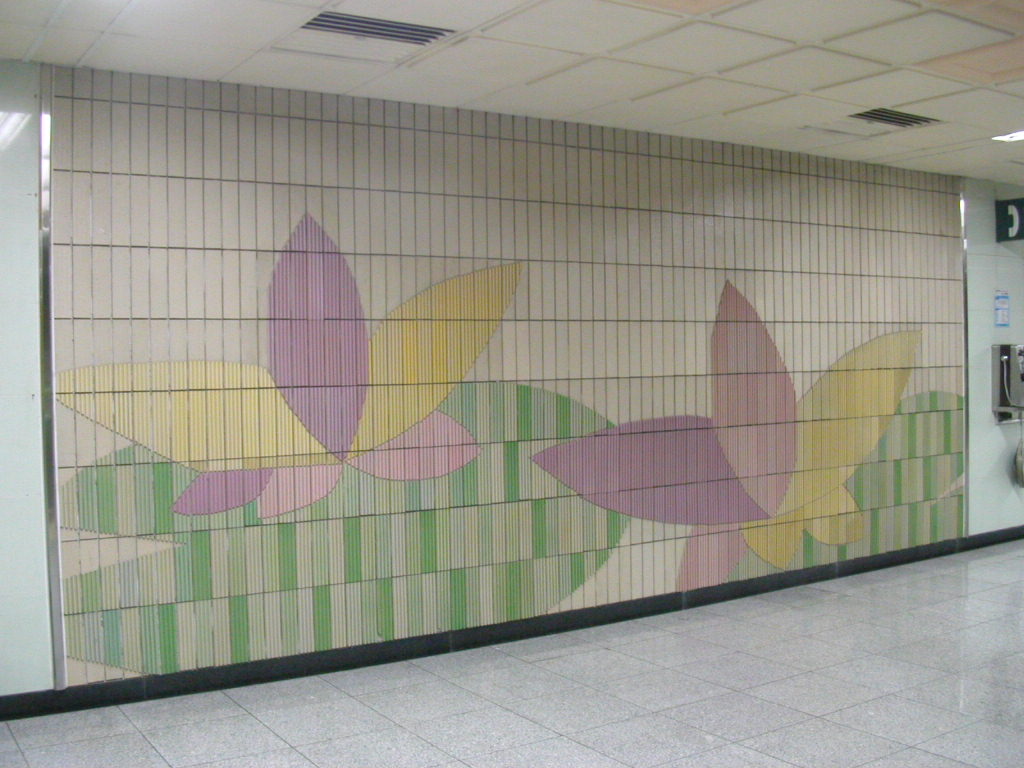
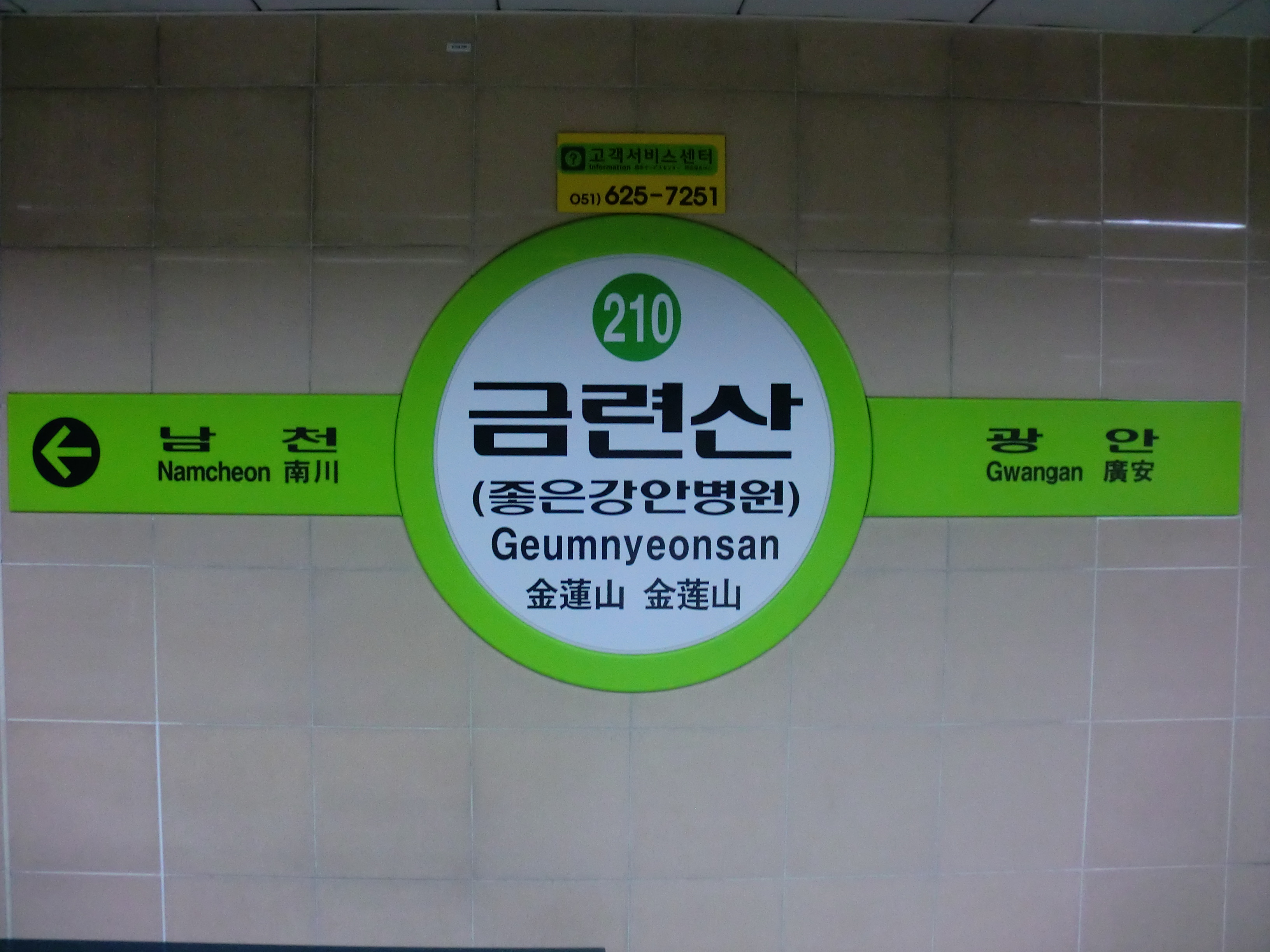
구형 역명판

## 인접한 역
| 부산 도시철도 2호선 | 부산 도시철도 2호선   | 부산 도시철도 2호선 |
| ------------------- | --------------------- | ------------------- |
| 209 광안 장산 방면  | ● 부산 도시철도 2호선 | 211 남천 양산 방면  |